# ちとせグループ
ちとせグループとは、主に日本と東南アジアで活動するバイオ企業群である。

## 解説
統括会社としてCHITOSE BIO EVOLUTION PTE. LTD.。研究開発・事業開発を行う企業として株式会社ちとせ研究所、事業体として、Chitose Agri Laboratory Sdn. Bhd. Chitose Agriculture Initiative Pte. Ltd.　株式会社タベルモ、がある。
微生物や細胞、微細藻類などの育種・培養技術の研究開発を基盤に、それらの技術を活用した事業開発に取り組んでいる。
藻類を活用した日本発の企業連携型プロジェクト「MATSURI（MicroAlgae Towards SUstainable and  Resilient Industry）」を2021年から始動し、マレーシアに藻類生産設備「CHITOSE Carbon Capture Central（C4）」を設置した。